# Neolophonotus marshalli
Neolophonotus marshalli là một loài ruồi trong họ Asilidae. Neolophonotus marshalli được Hobby miêu tả năm 1934. Loài này phân bố ở vùng nhiệt đới châu Phi.